# Matvej Mičkov
Matvej Andrejevič Mičkov (Матвей Андреевич Мичков; * 9. prosince 2004, Perm) je ruský hokejový útočník hrající za tým Philadelphia Flyers v severoamerické NHL. Je považován za nadějného mladého hráče, v roce 2021 debutoval v KHL v týmu SKA, za který a jeho farmářské týmy hrál až do roku 2022. Mičkov byl draftován Philadelphií Flyers v roce 2023 jako sedmý hráč v celkovém pořadí.

## Hráčská kariéra
V roce 2021 Mičkov debutoval v profesionálním týmu SKA Petrohrad v Kontinentální hokejové lize (KHL), první zápas odehrál 2. září 2021. Sezonu si rozdělil s SKA a jejími juniorskými týmy; ve 13 zápasech v KHL nasbíral 5 bodů, dalších 51 bodů ve 28 zápasech nasbíral v týmech SKA-1946 a SKA Varjagi v MHL. V průběhu sezony podepsal Mičkov s SKA Petrohrad pětiletou smlouvu, která ho udrží v Rusku až do sezony 2025/26.
Mičkov vynechal dva měsíce v KHL po zranění, které mu přivodil Alexej Jemelin. Pro sezónu 2022/23 se připojil k druholigovému klubu SKA-Neva z Všeruské hokejové ligy (VHL). Je považován za jednoho z nejlepších kandidátů na vstupní draft NHL v roce 2023, i když někteří skauti a odborníci spekulují, že by se mohl propadnout kvůli probíhající ruské invazi na Ukrajinu.
Petrohrad zapůjčil Mičkova 20. prosince 2022 do HK Soči na zbytek sezóny 2022/23. V té době měl Mičkov za SKA odehrané 3 zápasy a nezaznamenal ani bod. Odehrál také 14 zápasů ve VHL v týmu SKA-Neva a zaznamenal 14 bodů. Ačkoli tým Soči skončil s nejhorší bilancí v KHL, Mičkov skončil čtvrtý v týmovém bodování s 20 body ve 27 zápasech.
V draftu 2023 si Mičkova vybrala Philadelphia Flyers jako sedmého hráče v celkovém pořadí. Mičkov pokračoval ve svém rozvoji v Rusku a na začátku sezony 2023/24 se vrátil do SKA. Na začátku sezóny Mičkov nastoupil za SKA pouze k jednomu utkání a 12. září 2023 se vrátil do Soči, kde byl zapůjčen do konce sezóny. Mičkov ve 14 zápasech zaznamenal 14 bodů a byl zvolen na Utkání hvězd KHL. Sezónu v Soči dokončil vstřelením 19 gólů a stal se nejlepším střelcem týmu, přičemž se umístil na druhém místě v kanadském bodování se 41 body ve 47 zápasech základní části.

### Philadelphia Flyers
1. července 2024 podepsal Mičkov tříletou nováčkovskou smlouvu na 950 000 dolarů s týmem Philadelphia Flyers.

## Reprezentace
Mičkov vstřelil hattrick, když hrál za ruskou reprezentaci proti Německu na Mistrovství světa hráčů do 18 let v roce 2021. Mičkov byl ve svých 16 letech vyhlášen nejužitečnějším hráčem turnaje. S 12 góly, což je nejvíce gólů, které kdy Rus vstřelil, a druhý nejvyšší počet gólů na jednom turnaji v historii, a 16 body se stal nejlepším střelcem turnaje. Mičkov byl také vyhlášen nejlepším útočníkem a dostal se do mediálního All-Star týmu. Rusko získalo stříbrnou medaili.

## Osobní život
Mičkov se narodil v Permu, kde také začal hrát hokej a ve třech letech dostal své první brusle. V roce 2015 se s rodiči a bratrem přestěhoval do Jaroslavle, kde se zapojil do mládežnického programu Lokomotivu Jaroslavl.
V dubnu 2023 byl Mičkův otec Andrej nahlášen jako pohřešovaný; o dva dny později byl nalezen mrtvý nedaleko Soči.

## Statistiky

### Klubové statistiky
| Sezóna      | Klub            | Soutěž      |    | Základní část | Základní část | Základní část | Základní část | Základní část |    | Play off | Play off | Play off | Play off | Play off |
| Sezóna      | Klub            | Soutěž      | Z  | G             | A             | B             | TM            | Z             | G  | A        | B        | TM       |          |          |
| 2021/22     | SKA Petrohrad   | KHL         | 13 | 2             | 3             | 5             | 0             | —             | —  | —        | —        | —        |          |          |
| 2021/22     | SKA Varjagi     | MHL         | 6  | 8             | 5             | 13            | 2             | —             | —  | —        | —        | —        |          |          |
| 2021/22     | SKA-1946        | MHL         | 22 | 22            | 16            | 38            | 22            | 17            | 13 | 4        | 17       | 16       |          |          |
| 2022/23     | SKA Petrohrad   | KHL         | 3  | 0             | 0             | 0             | 2             | —             | —  | —        | —        | —        |          |          |
| 2022/23     | SKA-Neva        | VHL         | 12 | 10            | 4             | 14            | 4             | —             | —  | —        | —        | —        |          |          |
| 2022/23     | HK Soči         | KHL         | 27 | 9             | 11            | 20            | 14            | —             | —  | —        | —        | —        |          |          |
| 2022/23     | Kapitan Stupino | MHL         | —  | —             | —             | —             | —             | 5             | 4  | 3        | 7        | 27       |          |          |
| 2023/24     | SKA Petrohrad   | KHL         | 1  | 0             | 0             | 0             | 0             | —             | —  | —        | —        | —        |          |          |
| 2023/24     | HK Soči         | KHL         | 47 | 19            | 22            | 41            | 26            | —             | —  | —        | —        | —        |          |          |
| KHL celkově | KHL celkově     | KHL celkově | 91 | 30            | 36            | 66            | 42            | —             | —  | —        | —        | —        |          |          |

### Reprezentace
| Rok                       | Tým                       | Soutěž                    | Z  | G  | A | B  | TM |
| ------------------------- | ------------------------- | ------------------------- | -- | -- | - | -- | -- |
| 2021                      | Rusko                     | MS-18                     | 7  | 12 | 4 | 16 | 4  |
| 2021                      | Rusko                     | HG-18                     | 5  | 8  | 5 | 13 | 0  |
| Juniorská kariéra celkově | Juniorská kariéra celkově | Juniorská kariéra celkově | 12 | 20 | 9 | 29 | 4  |